# Chusquea ramosissima
Chusquea ramosissima är en gräsart som beskrevs av Carl Lindman. Chusquea ramosissima ingår i släktet Chusquea och familjen gräs. Inga underarter finns listade i Catalogue of Life.